# Rugby à XV en Allemagne

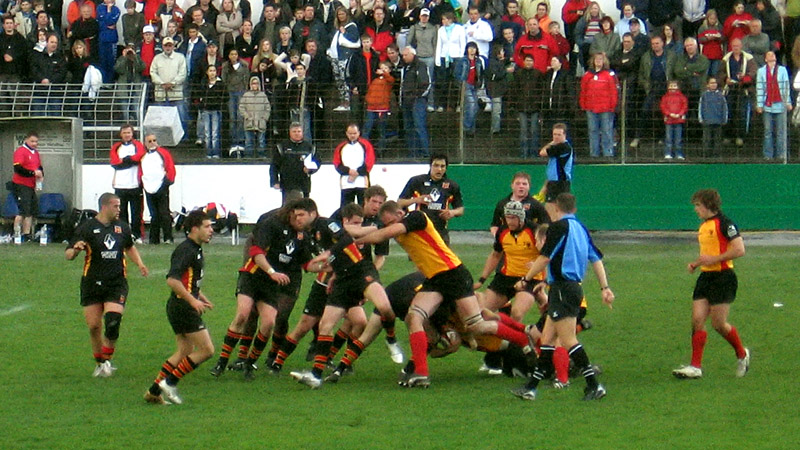
Allemagne-Belgique lors d'un match de qualification pour la Coupe du Monde 2007 le 29 avril 2006 à Hanovre.

Le rugby à XV est un sport mineur en Allemagne. Paradoxalement, l'Allemagne a une vieille tradition rugbystique. L'Allemagne compte 9 300 licenciés et 101 clubs.
L'équipe d'Allemagne n'a jamais participé à la phase finale de Coupe du monde de rugby. Elle est considérée comme une équipe de troisième ordre, selon le classement actuel établi par l'IRB. 

## Histoire
Le rugby à XV est introduit par des étudiants britanniques venus étudier dans des écoles privées réputées de la Confédération germanique, ou à Heidelberg, ainsi que par d'autres Britanniques qui ont accompli leur service militaire dans le Royaume de Hanovre et ont pratiqué le rugby pendant leurs loisirs. Cette influence a été déterminante pour l'enracinement géographique du rugby allemand : Heidelberg et Hanovre sont toujours les fiefs du rugby allemand.
La première équipe allemande de rugby voit le jour au Neuenheim College — appelé maintenant Heidelberg College (de) — à Heidelberg. En 1850, le rugby commence à attirer les étudiants. Les étudiants sous la direction du professeur Edward Hill Ullrich créent le Heidelberger Ruderklub 1872 e.V. (HRK 1872) en 1872, qui est aujourd'hui le doyen des clubs de rugby à XV allemands.
La fédération allemande de rugby à XV voit le jour en 1900. L'Allemagne est vice-championne olympique en 1900 (avec la ville de Francfort).
L'équipe d'Allemagne est créée en 1927.
Les villes de Hanovre, Francfort-sur-le-Main et Heidelberg connaissent avant-guerre un fort développement rugbystique. 
De 1927 à 1938, l'Allemagne rencontre la France à quinze reprises. De 1932 à 1935, il s'agit même de la seule confrontation internationale pour le XV de France, alternativement sur le sol de chaque pays. Et l'Allemagne gagne deux rencontres.
Cependant, les Nazis acceptent à peine le rugby, de culture britannique. Le résultat est l'absence de soutiens financiers et une baisse de la popularité acquise dans les villes d'Heidelberg, Hanovre et Francfort-sur-le-Main. Le sport perd grand nombre de ses pratiquants qui disparaissent lors du conflit meurtrier de la Seconde Guerre mondiale.

## Institution dirigeante
La Fédération allemande de rugby à XV est l’institution dirigeante de ce sport. 

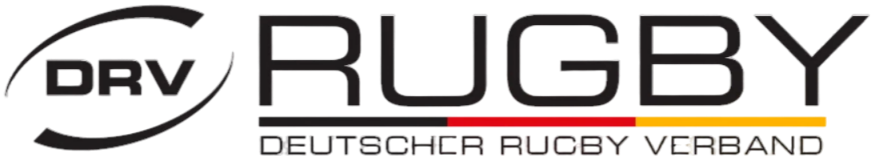
Logo de la fédération.

La Deutscher Rugby-Verband ou DRV a la charge d'organiser et de développer le rugby à XV en Allemagne. Elle regroupe les fédérations régionales, les clubs, les associations, les sportifs, les entraîneurs, les arbitres, pour contribuer à la pratique et au développement du rugby à XV dans toutes les régions fédérales allemandes. 
Elle est membre de plusieurs organisations sportives : 
- membre de World Rugby depuis 1999 (anciennement l'International Rugby Board, IRB)
- membre fondateur (1934) de la Fédération Internationale de Rugby Amateur (F.I.R.A.)
- membre de la FIRA - Association Européenne de Rugby

La Fédération allemande de rugby à XV (créée le 4 novembre 1900, un des membres fondateurs de la FIRA en 1934) est la plus vieille fédération européenne continentale. Après la Seconde Guerre mondiale, la DRV est restaurée le 14 mai 1950.
La D.R.V. compte environ :
- 11 600 licenciés,
- 108 clubs,
- 12 ligues fédérales.

## Compétitions
Le championnat d'Allemagne de rugby à XV rassemble l'élite des clubs allemands. Ce championnat est dénommé Rugby-Bundesliga.
Le titre est attribué à l'issue d'une saison régulière disputée par huit équipes en matchs aller-retour.
La première Rugby-Bundesliga a été disputée en deux poules lors de la saison 1971-72, l'une de huit équipes du nord du pays et l'autre de huit clubs du sud. Toutefois, sur les huit cinq étaient originaires de Heidelberg et après 1975 toutes les équipes du nord étaient issues de Hanovre.
Les clubs de l'édition 2007-2008 sont au nombre de huit :
- Berlin RC
- Heidelberger RK
- RG Heidelberg
- DRC Hannover
- RK Heusenstamm
- SC Neuenheim
- TSV Handschuhsheim
- SC 1880 Frankfurt

## Popularité
Le pays compte donc 101 clubs de rugby à XV pour 9 300 licenciés.
Le rugby à XV est pratiqué en sport universitaire.
Des joueurs de rugby tentent parfois l'aventure dans les championnats plus structurés anglais et français, comme Robert Mohr à La Rochelle ou Sascha Fischer à Périgueux.

## Équipe nationale
L'équipe d'Allemagne de rugby à XV réunit une sélection des meilleurs joueurs allemands de rugby à XV et participe aux compétitions internationales. Au 14 juillet 2008, elle est 30e au classement des équipes nationales de rugby.
Plusieurs joueurs évoluent à l'étranger. Sascha Fischer et Robert Mohr ont évolué à CS Bourgoin-Jallieu, cinq joueurs allemands évoluent en 2007-2008 au Rugby club Orléans.
L'équipe nationale de rugby est engagée en 1re division du Championnat Européen des Nations (rugby) 2008-2010.